# Kainacher Gosau

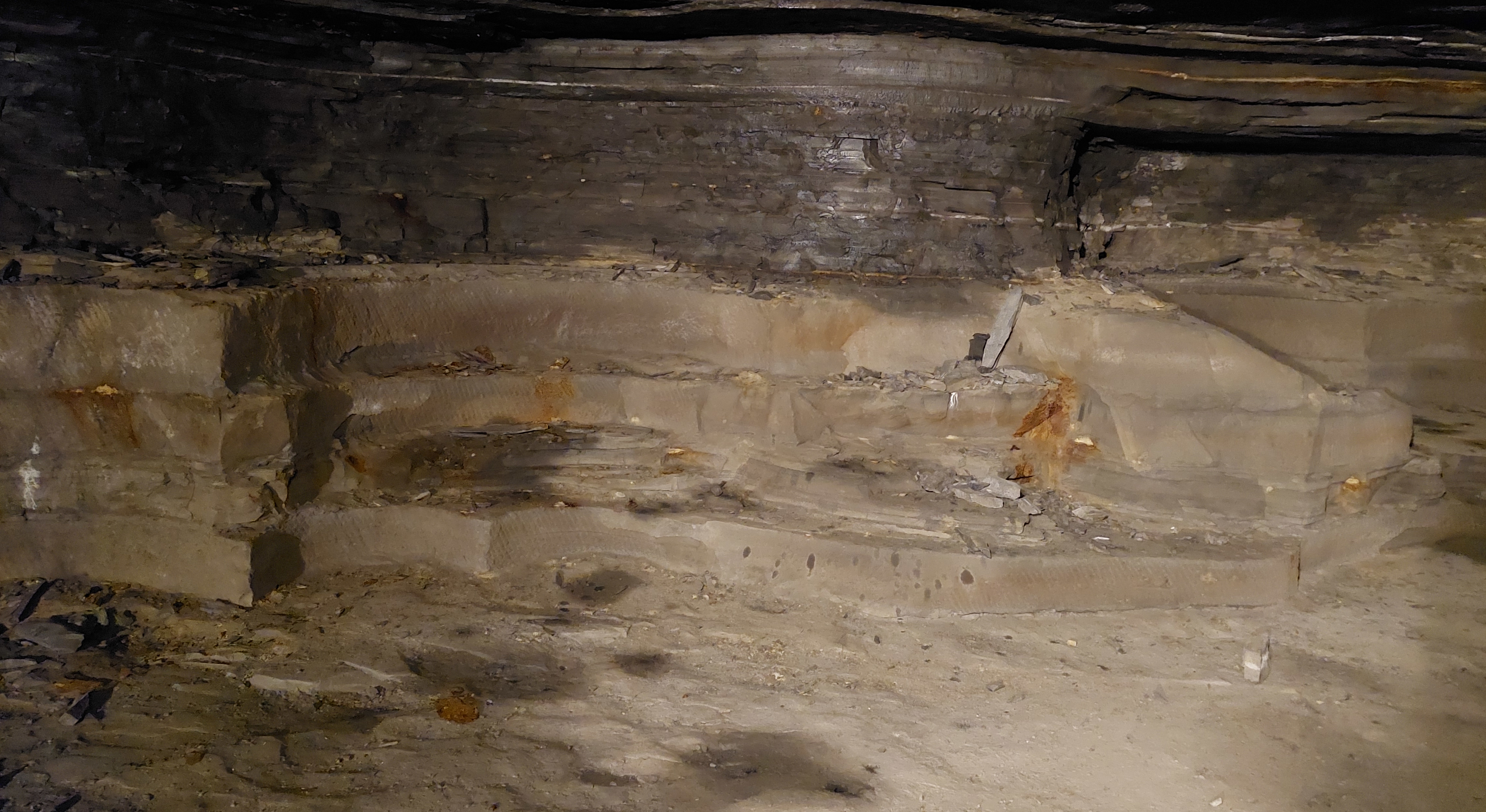
Gosau-Sandstein der Afling-Formation im unterirdischen Bergbau der Sunfixl-Höhle am Hemmerberg bei Kainach

Die Kainacher Gosau oder Kainach-Gruppe ist eine lithostratigraphische Gruppe im westlichen Grazer Bergland und in den östlichen Zentralalpen. Die Gruppe wurde in der Oberkreide abgelagert und ist das größte Gosauvorkommen der Ostalpen.

## Bildung
Die oberkreidezeitlichen Schichten der Kainacher Gosau wurden in einem Extensionsbecken über einen linkshändigen (sinistral) verschobenen Scherkorridor des aufsteigenden Gleinalm-Doms abgelagert. Das Kristallin des Gleinalm-Doms lag damals aber nicht frei, weshalb er kein Sedimentlieferant war.
Die grob- und feinklastischen Sedimente sind das Ergebnis eines Meeresvorstoßes (Transgression), der in der Oberkreide im Obersantonium, vor etwa 86,3 Millionen Jahren, einsetzte. Die Sedimente der Kainach-Gruppe reichen bis in das Maastrichtium vor rund 66 Mio. Jahren. Die bitumenhaltigen Mergelablagerungen am Ostrand des Beckens entstammen einem limnischen Ablagerungsmilieu, entstanden also im Umfeld eines Süßwassersees, der allerdings zumindest zeitweise marin beeinflusst wurde. Die Ablagerungen der Kainach-Gruppe entstanden in der Zeit der Gebirgsbildung der Alpen, der alpidischen Orogenese. Das Kainacher Gosaubecken entstand dabei während der Abkühlung des Orogens und liegt eingebettet zwischen unterkreidezeitlichen Schichten. Das Gosaubecken liegt transgressiv und irregulär (diskordant) über der verkarsteten Decke des Grazer Paläozoikums. Vor allem im Bereich um Sankt Pankrazen treten Spaltenfüllungen auf, die auf eine intragosauische Extensionstektonik hinweisen.
Die Mächtigkeit der Sedimente schwankt je nach Standort, erreicht aber stellenweise eine Mächtigkeit von mehr als 1000 Metern. So vermerkte Walter Gräf 1975 eine Mächtigkeit der Basiskonglomerat-Folge von 300 Metern, während Dieter Schirnik diese 1994 mit 500 bis 800 Metern angab.
Das Kainacher Gosaubecken ist das größte Gosauvorkommen der Ostalpen. Weitere gosauische oder damit verwandte Sedimente finden sich neben der Typlokalität im oberösterreichischen Gosauer Becken etwa auch am südsteirischen Remschnigg, im Krappfeld (Krappfeld-Gosau), dem Lavanttal sowie in der in den nördlichen Kalkalpen gelegenen Gosau-Gruppe. Die Kainacher Gosau weist in ihrer faziellen Zusammensetzung dabei eher Verbindungen nach Dalmatien und Ungarn als zu den nördlichen Kalkalpen auf. Es ist anzunehmen, dass die Kainacher Gosau zur Zeit ihrer Ablagerung in Verbindung zu einem südalpinen Liefergebiet für die Sedimente stand. Als mögliches Liefergebiet kommt dabei die Bükk-Einheit in Frage, die entlang einer Strike-Slip-Zone das Grazer Paläozoikum passiert haben könnte.

## Vorkommen
Das Kainacher Gosaubecken liegt im westlichen Grazer Bergland in der Weststeiermark. Das Becken wird traditionell in ein Haupt- und ein im Südosten daran anschließendes Nebenbecken unterteilt. Das Hauptbecken umfasst das Gebiet um Kainach bei Voitsberg und Afling und erstreckt sich grob bis nach Piber im Südwesten, Piberegg im Westen, Graden im Nordwesten, Geistthal im Nordosten, Sankt Pankrazen und Södingberg im Osten, Aichegg im Südosten und Hochtregist im Süden. Das Nebenbecken umfasst die Gegend um Sankt Bartholomä. Im Süden und Südosten wird die Kainacher Gosau von badenischen Sedimenten überlagert, die großteils der Stallhofen-Formation zugerechnet werden.

## Untergliederung

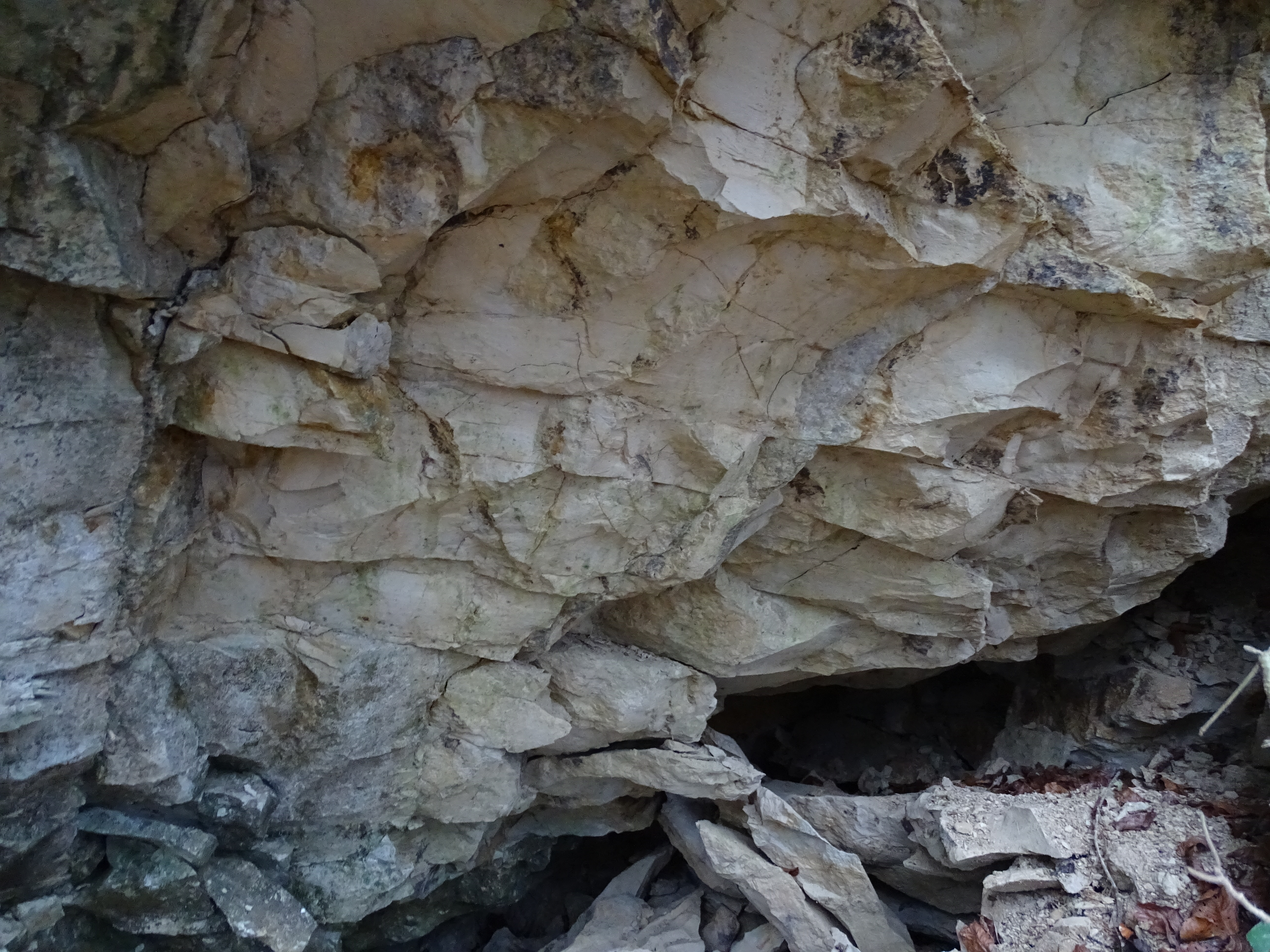
Aufschluss der St. Bartholomä-Formation an einem Forstweg am Nordosthang des Kreuzeggs bei Sankt Bartholomä

Das Kainacher Gosaubecken lässt sich in ein Hauptbecken rund um Afling und Kainach sowie ein Nebenbecken um Sankt Bartholomä gliedern. Walter Gräf, der 1975 eine Beschreibung und Darstellung der Kainacher Gosau veröffentlichte, unterteilte diese in vier petrographische Einheiten. Anhand älterer Forschungsergebnisse unterteilten die beiden Geologen Fritz Ebner und Gerd Rantitsch im Jahr 2000 entsprechend den Richtlinien der Stratigraphischen Kommission in Österreich die Gosau in eine neue lithostratigraphische Gliederung mit Formationen. Sie schlugen dabei für die Kainacher Gosau den Rang einer Gruppe vor, der sie den Namen Kainach-Gruppe gaben. Für die Subformationen der St. Pankrazen-Formation, die zuvor anhand ihrer hauptsächlichen Zusammensetzung benannt wurden, hat Anton Franz Pazek 2010 neue Namen vorgeschlagen.
- Geistthal-Formation oder Basiskonglomerat-Folge am nördlichen Rand des Gosaubecken und am westlichen Rand des oberen Södingtals besteht aus Konglomeraten, die sich aus silurischen und permischen Gesteinen nord- und südalpinen Ursprungs zusammensetzen mit Beimischungen von Geröll aus dem lokalen Grazer Paläozoikum. Die Schichten sind durch fein verteilten Hämatit rot und im Hangenden rot-grün-grau gefärbt. Die Formation ist bis zu 800 Meter mächtig. Die Gerölle sind abgerundet und erreichen Durchmesser von bis zu 1 Meter. Durch die Hämatitbeimischung haben die Gerölle oft eine glänzende Oberfläche, die aus oxidiertem Eisen besteht. Teilweise findet man bis zu 10 Zentimeter mächtige Kohleeinlagerungen. Die Sedimente dieser Folge wurden im Obersantonium bis in das Untercampanium abgelagert. Die Typusregion dieser Formation liegt im Bereich um das Dorf Geistthal.[10][11]
- St. Pankrazen-Formation, auch Bitumenmergel-Folge oder Fazies von St. Pankrazen am Nordost- und Ostrand des Gosaubeckens setzt sich aus dunklen bituminösen Mergelkalken, Mergel und kalkigen Sandstein zusammen, der von hellen Kalkschichten durchzogen wird. Teilweise gibt es Einlagerungen von Glanzkohle und Spuren von Erdöl. Die Formation kann vom Liegenden zum Hangenden hin in drei Subformationen unterteilt werden. Die Sedimente dieser Folge wurden vermutlich ab dem Obersantonium bis in das Untercampanium abgelagert. Die Typlokalität dieser Formation befindet sich am südwestlichen Hang des Hollererkogels und im Gebiet um Sankt Pankrazen.[12][13]
  - Saupart-Subformation oder Konglomerat-Subformation, die sich als bis zu 2 Meter mächtige monomikte Konglomeratschicht direkt über dem paläozoischen Untergrund befindet. Die korngestützten Konglomerate bestehen aus Karbonatkomponenten. Der Name verweist auf einen Fundort südlich und südwestlich des Bauernhofes vulgo Saupart.[12][9]
  - Pfarrerkogel-Subformation oder Karbonat-Subformation besteht aus gastropodenführenden Kalken, die bis zu 2 Meter mächtig sind. Diese Ablagerungen dürften auf eine Strandbildung zurückgehen. Ein Fundort dieser Subformation befindet sich am Pfarrerkogel.[12][9]
  - Linshalmer-Subformation oder Bitumenmergel-Subformation setzt sich aus bitumenhaltigen Mergelkalkschichten zusammen, die eine Mächtigkeit von 20 bis 50 Meter erreichen und sich in einem zeitweise marin beeinflussten Süßwassersee ablagerten. Sie setzt sich aus bituminösen karbonatreichen Ton- und Schluffstein sowie fossilienreichen Kalken zusammen. Teilweise findet man auch geringmächtige Lagen von Schill. Innerhalb dieser Subformation können acht verschiedene Fazies unterschieden werden. Der Bitumenmergel dieser Subformation steht beispielsweise an der Straße zum namensgebenden Bauernhof vulgo Linshalmer an.[12][9]
- Afling-Formation oder Hauptbecken-Folge entwickelte sich im zentralen Teil des Hauptbeckens um Afling und Kainach über der Geistthal-Formation und schließt südlich an diese an. Sie lagerte sich vermutlich in einem mairin beeinflussten Fächerdelta ab. Die Formation ist 1000 bis 1200 Meter mächtig und besteht aus grau-braun gefärbten siliziklastischen Abfolgen von Ton-, Schluff- und Sandstein, die stellenweise mit Geröll durchsetzt sind. Im Liegenden findet man auch etwa 25 Meter mächtige Einlagerungen von rot- und grüngeflecktem Siltschiefer mit Rippelmarken. Am Hemmerberg findet man auch Lyditgeröll, in dem man Fossilien von silurischen Graptolithen finden kann. Die Sedimente dieser Formation wurden im Untercampanium abgelagert. Als Typusregion für die Formation wird er Bereich um Afling und Kainach sowie der Römaskogel angesehen. Die Formation kann in vier Untereinheiten unterteilt werden, die man auch als Subformationen bezeichnen kann.[14][15]
  - Konglomeratische Subformation im Bereich um den Römaskogel und den Reinprechtskogel, die 200 bis 500 Meter mächtig ist. Sie besteht aus bis zu 2,5 Meter dicken Konglomeraten und Brekzienlagen, welche sich aus Komponenten des Paläozoikums zusammensetzen.[15]
  - Feinkörnige siltig/sandige Subformation westlich des oberen Södingbachtals. Sie setzt sich aus feinkörnigem Sand-, Silt- und Tonstein zusammen.[15]
  - Hemmerberg-Subformation am Hemmerberg. Sie zeichnet sich durch gut gebankte Turbidite aus, und man kann Bouma-Sequenzen und Sohlmarken erkennen. Aufgrund dieser Ablagerungen wurde die Kainacher Gosau auch als eine flyschähnliche Gosau beschrieben.[15]
  - Am nordöstlichen und westlichen Rand der Formation setzen sich die Sedimente hauptsächlich aus Fluxoturbiditen zusammen, die häufig mit massiven Unterwasserrutschungen auftreten.[15]
- St. Bartholomä-Formation oder Zementmergel-Folge im südöstlichen Nebenbecken überlagert dort die Afling-Formation und ist etwa 250 Meter mächtig. Sie setzt sich aus grauen und gelben Zementmergeln zusammen, in die Kalkarenite und Kalkbrekzien eingelagert sind. Teilweise sind die Mergellagen auch durch dunkle, tonige und kohlige Sedimentschichten durchsetzt. In den Mergelschichten kann man häufig Grab-, Wühl- und Kriechspuren erkennen. Die Sedimente dieser Folge wurden vermutlich ab dem späten Santonium bis in das Maastrichtium abgelagert. Als Typusregion gilt die Gegend um Sankt Bartholomä.[8][16]
  - Kalchberg-Subformation kann von der St. Bartholomä-Formation unterschieden werden und zeichnet sich durch das Vorkommen von Hippuritentrümmerkalken aus. Als Typusregion für diese Subformation gilt der Raum um Kalchberg.[16]

## Fossilführung
In der Kainacher Gosau findet man zahlreiche Fossilien. Dazu gehören die Ammoniten Placenticeras, Scaphites und Schlönbachia, die Meeresschnecke Trochactaeon und andere Weichtiere wie die Rudisten Hippurites, Plagioptychus und Vaccinites, Inoceramen, aber auch der Schwamm Didimenoides und Foraminiferen. Darüber hinaus wurden auch Ganoidschuppen gefunden. Neben den Fossilien von Tieren findet man aber auch Nanoplankton, zahlreiche Pflanzenreste und Onkoide in der Gosau. Zu den aufgefundenen Pflanzen gehört etwa Pandanus austriacus, ein ausgestorbener Vertreter der Schraubenbäume.

## Bodenschätze
Das Sandstein der Kainacher Gosau, vor allem der Afling-Formation wurde im Freisinggraben sowie am Hemmerberg abgebaut. Teilweise erfolgte dieser Abbau auch unter Tage, so etwa in der Sunfixl-Höhle. Um Sankt Bartholomä wurde der dortige Zementmergel der St. Bartholomä-Formation ebenfalls Tage abgebaut und nach Judendorf zur Zementgewinnung gebracht.